# Йошитомо-Мару № 16
Йошитомо-Мару № 16 (Yoshitomo Maru No. 16) — транспортне судно, яке під час Другої світової війни брало участь у операціях японських збройних сил на Тихому океані.
Малі вантажні судна («морські вантажівки», sea truck), до яких належало «Йошитомо-Мару № 16», активно використовувались японським командуванням для каботажних перевезень до баз, що були наближені до лінії фронту (невеликі розміри та незначна вантажоємність таких суден зменшували ймовірність того, що їх рух приверне увагу ворожих сил).
Судно залучили до операцій біля північного узбережжя Нової Гвінеї. Зокрема, відомо, що 22 жовтня 1943-го воно перебувало біля острова Мушу (два десятки кілометрів на північний захід від Веваку, де перебував головний японський гарнізон на Новій Гвінеї).
1 грудня 1943-го «Йошитомо-Мару № 16» так само перебувало в районі Веваку. Цього дня американські бомбардувальники В-24 завдали чергового удару по Веваку, під час якого їм вдалось потопити «Йошитомо-Мару № 16».